# ManpowerGroup
 (mars 2024).
ManpowerGroup est une entreprise multinationale spécialisée dans le conseil en ressources humaines, le recrutement, le travail intérimaire et les services aux infrastructures informatiques. A l’origine dénommée Manpower, l’entreprise est créée en 1948, à Milwaukee, Wisconsin, aux États-Unis.
En 2019, le groupe réalise 26 % de son chiffre d'affaires en France (contre 16 % aux États-Unis).

## Présentation
Historiquement acteur du travail temporaire, Manpower s’est diversifié au fil des décennies pour couvrir d’autres services en ressources humaines et devient ManpowerGroup en 2011. Le groupe emploie plus de 27 000 personnes au sein de 2 900 bureaux répartis dans plus de 80 pays[source secondaire souhaitée].
Avec un chiffre d’affaires consolidé de 19,6 milliards de dollars en 2016 à l’échelle mondiale, ManpowerGroup figure parmi les plus grands groupes internationaux dans le secteur des ressources humaines aux côtés d’Adecco et de Randstad.

## Histoire

### Aux origines : le travail temporaire

#### Fondation et expansion à l’étranger
Manpower est fondée à Milwaukee, Wisconsin, en 1948, par Elmer Winter (en) et Aaron Scheinfeld. L’idée de l’entreprise vient à ces deux juristes lorsqu’ils qu’ils ont besoin d’une secrétaire sur un projet limité dans le temps. Ils constatent qu’il n’existe aucune solution simple pour combler ce besoin en travail temporaire, et que ce besoin est potentiellement partagé par d’autres entreprises. C’est pour répondre à cette demande qu’ils créent Manpower. L’entreprise spécialisée dans le travail intérimaire s’étend rapidement sur d’autres marchés. En 1956 ouvrent les premiers bureaux à l’étranger (Montréal et Toronto au Canada). En 1957, la première agence Manpower ouvre en France à Paris[source secondaire souhaitée]. Cette expansion à l’international se poursuit en Amérique du Sud (Chili, en 1963) et en Asie (Hong Kong, en 1964). En 1974, plus de 50 % des revenus du groupe proviennent du marché mondial.

#### Un acteur du marché du travail
Manpower promeut l’accès au marché du travail pour les femmes avec la campagne publicitaire « White Glove Girl » en 1963 et pour les étudiants avec l’initiative « Youthpower », en 1964. En France, Manpower participe à l’émergence du cadre légal autour du travail intérimaire sous l’égide de Michaël Grunelius, fondateur de la première agence française à l’âge de 28 ans et à la tête de Manpower France pendant 44 ans. Le 9 octobre 1969 est signé l’accord d’entreprise CGT-Manpower, le premier du genre dans le métier. Ce dernier inspirera très largement la loi du 3 janvier 1972 sur le travail temporaire, qui est encore le cadre juridique qui régit la profession à ce jour.

#### Identité visuelle
Depuis 1965, le logo de Manpower s’inspire directement de l’ « Homme de Vitruve », réalisé par Léonard de Vinci, qui met la figure de l’Homme au centre de tout. Ce motif sera décliné dans les années 1980 à travers plusieurs campagnes de communication pour la télévision, dont certaines orchestrées par Jacques Séguéla. 

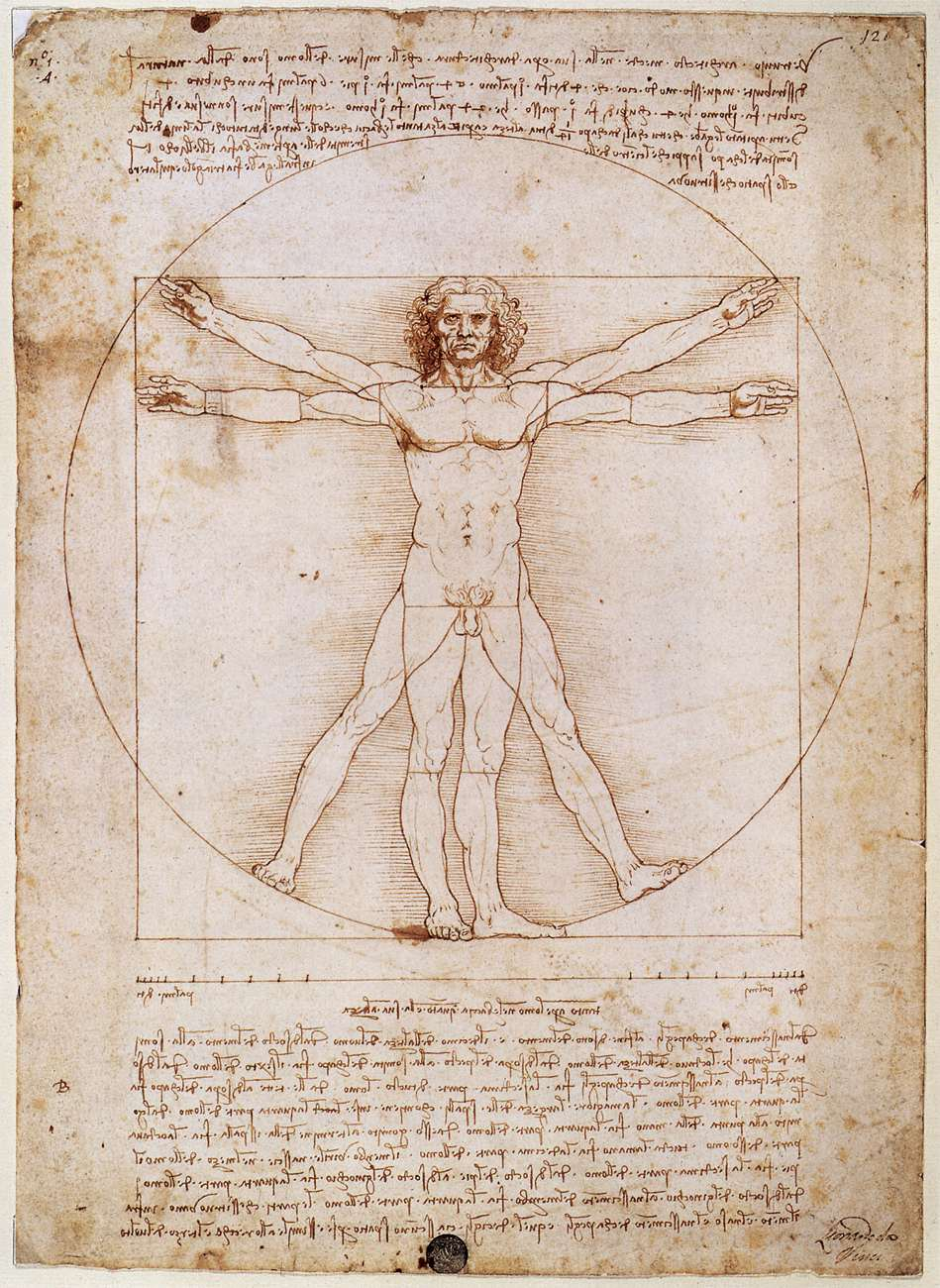
L'homme de vitruve

#### Cotation sur les marchés financiers et rachat
Entrée en bourse sur le New York Stock Exchange (NYSE) sous l’acronyme MAN en 1967, Manpower est vendue à Parker Pen en 1976 par Elmer Winter, lors de son départ à la retraite. A nouveau indépendante en 1986, la compagnie est rachetée en 1987 par la compagnie britannique Blue Arrow PLC, pour 1,33 milliard de dollars.

### De Manpower à ManpowerGroup

#### Un groupe multinational
Manpower est à nouveau indépendant depuis 1991 à la suite d’une réorganisation de son actionnariat. Entre 1994 et 2003, son réseau d’agences passe de 2 000 bureaux ouverts dans le monde à 4 000. L’entreprise participe à des évènements d’envergure mondiale comme la Coupe du monde de football de 1998. En tant que partenaire de la compétition, qui se déroule en France, la firme embauche et forme les équipes pour tous les métiers qui y sont liés. En 2008 ouvrent les premiers bureaux au Moyen-Orient, et à la mort d’Elmer Winter, en 2009, Manpower est la première entreprise de services aux fonds 100 % étrangers à pénétrer le marché vietnamien.

#### Acquisitions et diversification
En 2000, Manpower fait l’acquisition de Elan Group, une des plus grandes entreprises spécialisées dans l’intérim sur le marché des TIC.

#### Naissance de ManpowerGroup
La crise financière mondiale de 2007-2008 et ses conséquences économiques entraînent un profond changement du marché du travail. Pour Manpower, un retour à la situation du marché du travail avant la crise semble impossible. Fort de ce constat, et s’appuyant sur la diversification continue de ses activités, l’entreprise crée, en 2011, ManpowerGroup. Une transition qui permet, à travers ses différentes marques (Manpower, ManpowerGroup Solutions, Proservia, Experis, FuturSkill et Right Management), de répondre à un marché changeant et de s’adapter à de nouveaux besoins.
Une transformation qui se traduit également par le choix d’une nouvelle identité visuelle. En 2006, un premier changement est orchestré par l’agence Wolff Olins. Manpower abandonne alors l’« Homme de Vitruve » au profit d’un logo plus abstrait qui retraduit les lettres MP et annonce le passage du groupe dans le 3e millénaire.

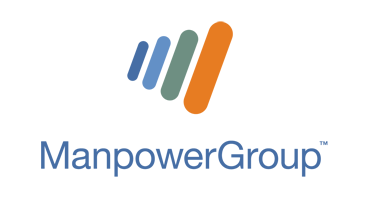
Logo ManpowerGroup

#### Aujourd’hui
Depuis 2014, le groupe est dirigé par Jonas Prising. ManpowerGroup se situe parmi les grandes entreprises internationales dans le secteur des ressources humaines auprès d’Adecco et Randstad.
En France, ManpowerGroup est dirigé depuis novembre 2012, par Alain Roumilhac, en tant que Président. En 2015, 7 500 salariés travaillaient pour le groupe avec 707 bureaux répartis dans toute la France. Le chiffre d’affaires en 2015 se montait à 4,2 milliards d’euros, soit 26 % du chiffre d’affaires total du groupe.

## Principaux secteurs d’activité

### Ressources humaines
Le recrutement et le travail temporaire restent le cœur de métier de ManpowerGroup, notamment avec ses marques Manpower et Experis. Le Groupe, généraliste, a élargi son offre au fil des décennies et propose aux entreprises des services de formations, de gestion des carrières ou encore de mise à disposition d’expertises spécifiques.
Ces activités sont menées au sein de ManpowerGroup sous plusieurs marques distinctes :
- Manpower : recrutement et conseil en recrutement[27], référence intérim;
- FuturSkill : axé sur les compétences (transformations, formations et évaluations[28]) ;
- Right Management : gestion des carrières (incluant le coaching et le reclassement externe) ;
- ManpowerGroup Solutions : outsourcing ;
- Experis : services de recrutement à destination des grandes entreprises[29] ;
- Supplay[30].

### Services et transformation numérique
Le secteur des services aux infrastructures IT (dont des prestations d’assistance technique) constitue aujourd’hui le deuxième pilier stratégique du groupe. L’entreprise de services du numérique (ESN) Proservia est ainsi spécialisée dans le support aux utilisateurs, l’infrastructure et le workplace management.
2 marques de ManpowerGroup sont concernées par ce secteur d’activité :

#### Proservia
Cette entité est spécialisée dans l'externalisation du support informatique et de la gestion des infrastructures IT. En 2015, elle fait l'acquisition des services de support aux postes de travail de la SSII en France d'Atos.

#### Experis
Experis est une ESN spécialisée dans le recrutement et les services professionnels en informatique et télécoms, mise à disposition de consultants IT. En 2021, le chiffre d'affaires d'Experis est de 3,8 milliards de dollars, compte 20 000 collaborateurs dans le monde et est présent dans 23 pays.